# Rhipidia (Rhipidia) pallidistigma
Rhipidia (Rhipidia) pallidistigma is een tweevleugelige uit de familie steltmuggen (Limoniidae). De soort komt voor in het Australaziatisch gebied.